# Reeds Spring (Misuri)
Reeds Spring es una ciudad ubicada en el condado de Stone en el estado estadounidense de Misuri. En el Censo de 2010 tenía una población de 913 habitantes y una densidad poblacional de 238,02 personas por km².

## Geografía
Reeds Spring se encuentra ubicada en las coordenadas 36°44′22″N 93°22′53″O / 36.73944, -93.38139. Según la Oficina del Censo de los Estados Unidos, Reeds Spring tiene una superficie total de 3.84 km², de la cual 3.84 km² corresponden a tierra firme y (0%) 0 km² es agua.

## Demografía
Según el censo de 2010, había 913 personas residiendo en Reeds Spring. La densidad de población era de 238,02 hab./km². De los 913 habitantes, Reeds Spring estaba compuesto por el 95.29% blancos, el 0.11% eran afroamericanos, el 1.64% eran amerindios, el 0.77% eran asiáticos, el 0% eran isleños del Pacífico, el 0.33% eran de otras razas y el 1.86% pertenecían a dos o más razas. Del total de la población el 2.3% eran hispanos o latinos de cualquier raza.